# Black Conflux
Black Conflux (engl. für „Schwarzer Zusammenfluss“) ist ein Film von Nicole Dorsey, der im September 2019 beim Toronto International Film Festival seine Premiere feierte.

## Handlung
Es ist 1987. Die 15-jährige Jackie Dunphy lebt in einer kleinen Stadt in Neufundland, ist eine vorbildliche Schülerin und hat auch ein Talent für das Singen, wie sie regelmäßig im Schulchor unter Beweis stellt. Das Elternhaus des Teenagers ist jedoch völlig kaputt. Sie ist bei ihrer Tante groß geworden, und die Frauen in ihrer Familie haben viele Fehler gemacht und sich nie selbstverwirklichen können.
Eines Tages kommt es zu einer Begegnung mit Dennis, einem verhaltensgestörten jungen Mann, der sich meist in eine Fantasiewelt flüchtet, die von gewalttätigen Wünschen und einem völlig verzerrten Vorstellungen geprägt ist und von der dunklen Seite in ihm zeugt.

## Produktion

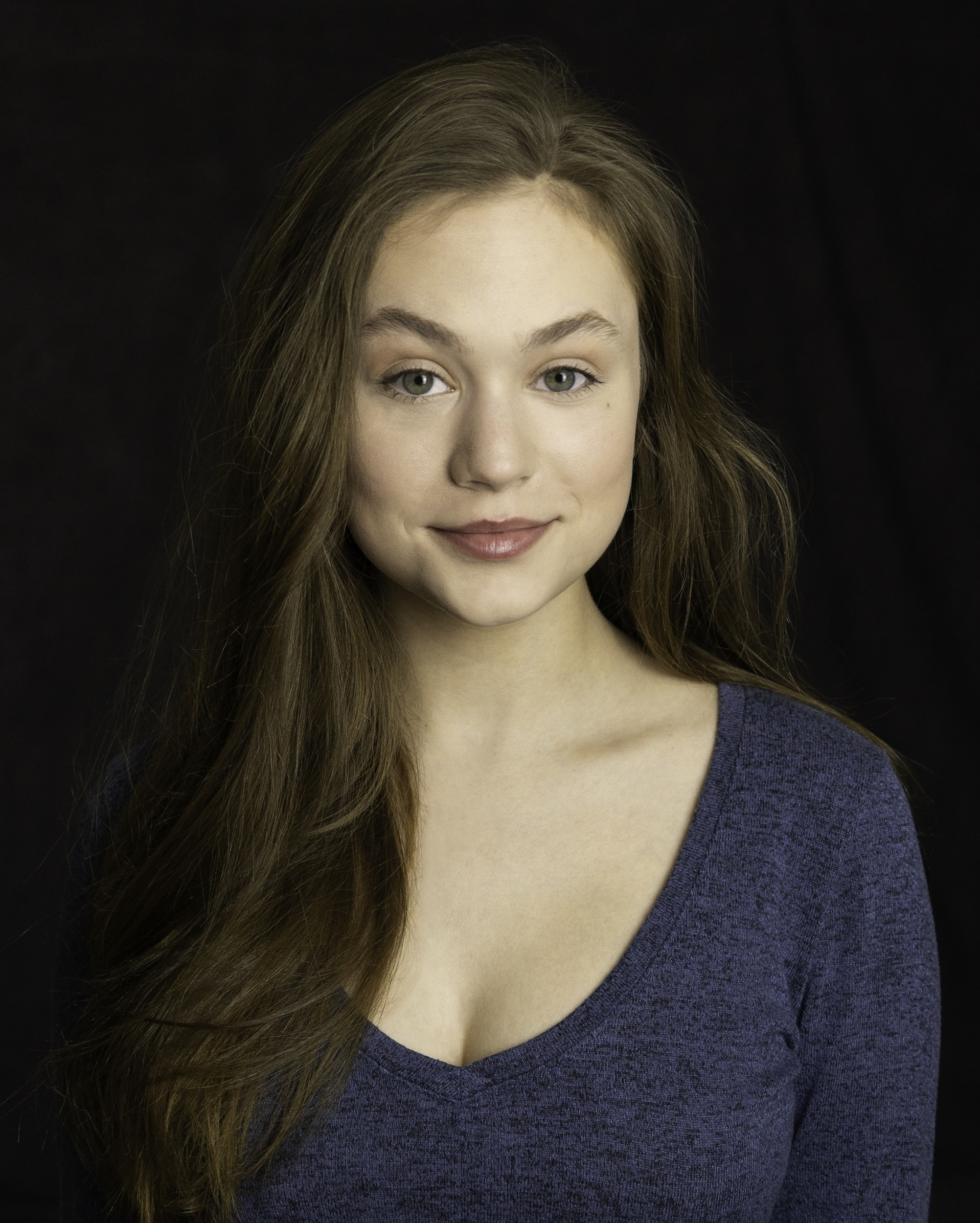
Ella Ballentine spielt Jackie Dunphy

Regie führte Nicole Dorsey, die auch das Drehbuch schrieb. Es handelt sich bei Black Conflux nach einer Reihe von Kurzfilmen um ihr Regiedebüt bei einem Spielfilm.
Ella Ballentine spielt in der weiblichen Hauptrolle Jackie Dunphy, Ryan McDonald den verhaltensauffälligen Dennis Smarten.
Eine erste Vorstellung des Films erfolgte am 6. September 2019 beim Toronto International Film Festival. Ab 24. September 2020 wurde er beim Atlanta Film Festival gezeigt.

## Rezeption

### Kritiken
Auf Metacritic erhielt der Film einen Metascore von 84 von 100 möglichen Punkten. Rotten Tomatoes sammelte neun Kritiken, die bei einer durchschnittlichen Bewertung von 7,2/10 Punkten allesamt positiv gestimmt waren.
Stephen Dalton von The Hollywood Reporter schreibt, während Jackie ihre Probleme mit dem Erwachsenwerden habe, finde Nicole Dorsey schöne Bilder, die sie ihren Kämpfen gegenüberstelle, wenn sie auf der anderen Seite der Stadt den psychisch instabilen Dennis zeigt, den er als eine tickende Zeitbombe angestauter Wut beschreibt. Wie ein früher Vorläufer der Incel-Bewegung/Kultur sei Dennis von bitterem Groll gegen all die Frauen verzehrt, die seine Liebe und Lust verschmäht haben, so Dalton. Dorsey strukturiere Black Conflux wie einen neckischen Tanz, in dem sich ihre beiden Protagonisten ständig umkreisen und ihre Wege sich häufig kreuzen. Black Conflux sei eine ständige visuelle Freude, und auch wenn sich dieses kunstvolle Debüt an manchen Stellen etwas gedämpft und ungeschliffen anfühle und gerade im Mittelteil etwas straffer geschnitten hätte sein können, sei der Film eindeutig das Werk einer erfahrenen Filmemacherin mit großem Zukunftspotenzial.

### Auszeichnungen

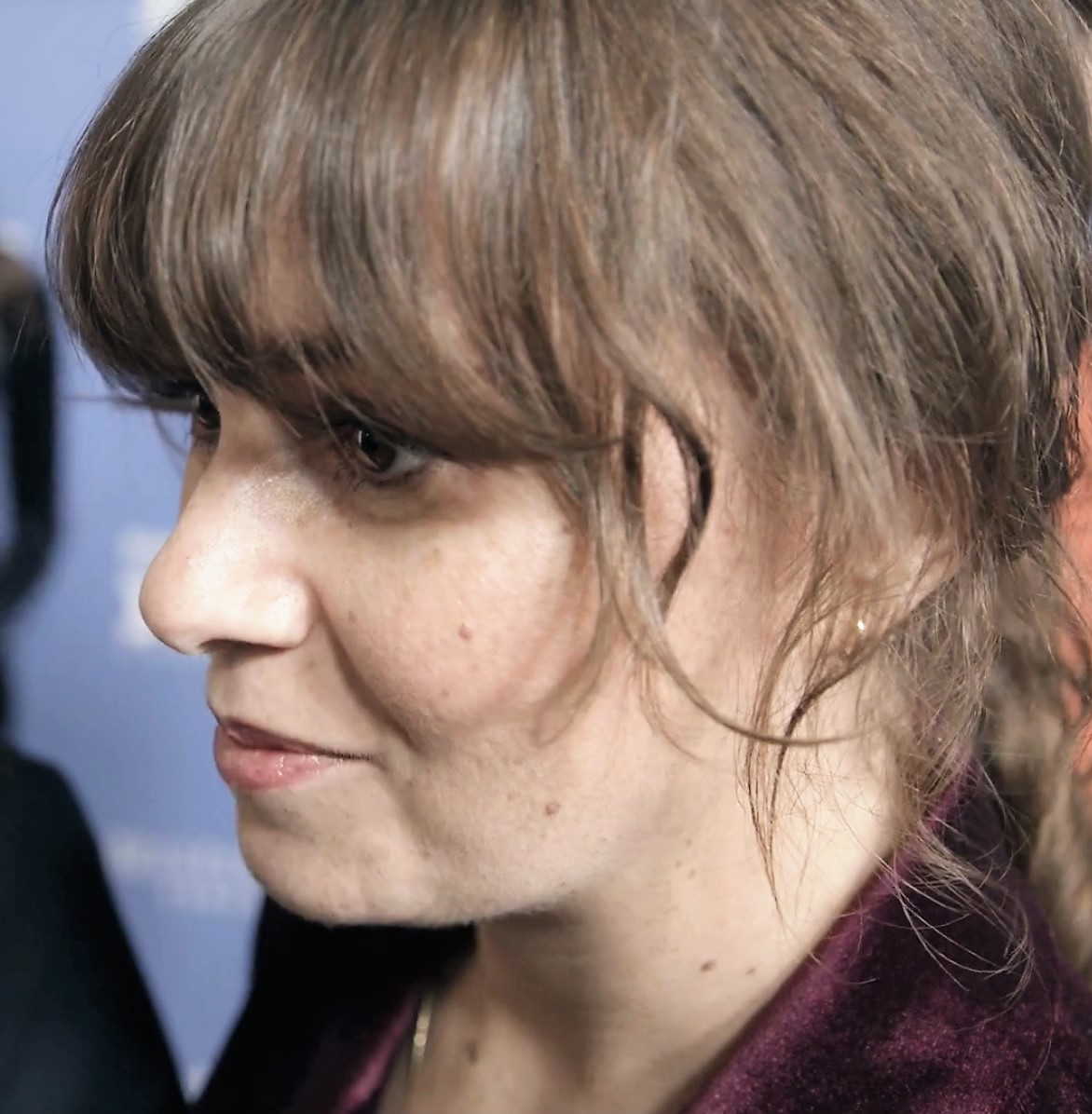
Regisseurin Nicole Dorsey beim Santa Barbara International Film Festival

Directors Guild of Canada Awards 2019
- Nominierung für den Discovery Award (Nicole Dorsey)

Santa Barbara International Film Festival 2020
- Nominierung für den Best Independent Award (Nicole Dorsey)

Toronto International Film Festival 2019
- Nominierung als Bester kanadischer Spielfilm (Nicole Dorsey)
- Nominierung als Bester kanadischer Erstlingsfilm (Nicole Dorsey)
- Nominierung für den FIPRESCI-Preis in der Sektion Discovery (Nicole Dorsey)